# تايرون بارنت
تايرون بارنت (بالإنجليزية: Tyrone Barnett) هو لاعب كرة قدم بريطاني، ولد في 28 أكتوبر 1985 في ستيفينيدج ‏ في المملكة المتحدة. لعب مع أكسفورد يونايتد وإيبسويتش تاون وشروزبري تاون وماكليسفيلد تاون ونادي بريستول سيتي ونادي بيتربورو يونايتد ونادي ساوثيند يونايتد ونادي كرولي تاون.

## وصلات خارجية
- تايرون بارنت على موقع قاعدة بيانات كرة القدم.إي يو (الإنجليزية)
- تايرون بارنت على موقع Soccerbase.com (لاعب) (الإنجليزية)
- تايرون بارنت على موقع Soccerway.com (الإنجليزية)